# Neocryptopygus nivicolus
Genre
Espèce
Neocryptopygus nivicolus, unique représentant du genre Neocryptopygus, est une espèce de collemboles de la famille des Isotomidae.

## Distribution
Cette espèce est endémique d'Antarctique.

## Publication originale
- Salmon, 1965 : Two new genera of Antarctic Collembola. Pacific Insects, vol. 7, p. 468-472.